# Ювалді (Техас)
Ювалді (англ. Uvalde) — місто (англ. city) в США, в окрузі Ювалде штату Техас. Населення — 15 217 осіб (2020).
24 травня 2022 року, 19 дітей та 2 вчителі були вбиті в результаті масового вбивства в школі в м. Ювальде. Стрілець, якого було ідентифіковано як Сальвадор Рамос, вбив свою бабусю, та приблизно о 12:00 стрілець почав обстріл початкової школи Робба, стріляючи учнів віком від 7 до 9 років.

## Географія
Ювалді розташоване за координатами 29°12′55″ пн. ш. 99°46′38″ зх. д. / 29.21528° пн. ш. 99.77722° зх. д. (29.215184, -99.777215).  За даними Бюро перепису населення США в 2010 році місто мало площу 19,83 км², з яких 19,82 км² — суходіл та 0,02 км² — водойми.

## Демографія
Згідно з переписом 2010 року, у місті мешкала 15 751 особа в 5257 домогосподарствах у складі 3879 родин. Густота населення становила 794 особи/км².  Було 5867 помешкань (296/км²).
Расовий склад населення:
| - 78,0 % — білих - 0,8 % — чорних або афроамериканців - 0,7 % — азіатів - 0,5 % — корінних американців - 17,4 % — осіб інших рас |

До двох чи більше рас належало 2,7 %. Частка іспаномовних становила 78,4 % від усіх жителів.
За віковим діапазоном населення розподілялося таким чином: 30,2 % — особи молодші 18 років, 56,1 % — особи у віці 18—64 років, 13,7 % — особи у віці 65 років та старші. Медіана віку мешканця становила 33,1 року. На 100 осіб жіночої статі у місті припадало 92,9 чоловіків;  на 100 жінок у віці від 18 років та старших — 89,7 чоловіків також старших 18 років.
Середній дохід на одне домашнє господарство  становив 49 357 доларів США (медіана — 38 121), а середній дохід на одну сім'ю — 55 809 доларів (медіана — 45 074). Медіана доходів становила 36 768 доларів для чоловіків та 26 671 долар для жінок. За межею бідності перебувало 20,9 % осіб, у тому числі 30,2 % дітей у віці до 18 років та 13,1 % осіб у віці 65 років та старших.
Цивільне працевлаштоване населення становило 6094 особи. Основні галузі зайнятості: освіта, охорона здоров'я та соціальна допомога — 26,0 %, сільське господарство, лісництво, риболовля — 11,8 %, роздрібна торгівля — 10,8 %.